# 河合達志
河合 達志（かわい たつし）は、日本の歯科医師、歯学者。愛知学院大学歯学部歯科理工学講座教授。日本歯科理工学会理事長。

## 経歴
1979年愛知学院大学歯学部卒業、1983年同大学院終了。以後同大学助手、講師を経て2002年より教授に就任。

## 著書
- 河合達志、今井洋 編『歯科で生きるパソコン活かすパソコン : 最新機能と活用術の実際』デンタルダイヤモンド社〈デンタルダイヤモンド臨時増刊号〉、2000年8月。 NCID BA50588087。
- 河合達志、斎藤誠、豊山洋輔 編『Dent@l IT Navigation』デンタルダイヤモンド社〈デンタルダイヤモンド ムック〉、2006年1月。ISBN 4885109795。 NCID BA75631415。
- 宮﨑隆、中嶌裕、河合達志、小田豊 編『臨床歯科理工学』医歯薬出版、2006年5月25日。ISBN 978-4-263-45596-8。 NCID BA77312826。
- 『カンタン・らくらく　歯科医院支援ソフト デンタるん　歯科衛生実地指導，歯周基本検査，歯周精密検査（6点法），歯周疾患指導管理，患者管理　CD-ROM版』企画 河合達志 監修 野口俊英、伊藤正満　、医歯薬出版、2006年5月。ISBN 978-4-263-44219-7。
- 河合達志 著「11 補綴装置と修復物の安定性」、全国歯科技工士教育協議会 編『歯科理工学』医歯薬出版〈最新歯科技工士教本〉、2016年3月。ISBN 978-4-263-43162-7。

## 所属団体
- 日本歯科医学会
  - 歯科基礎医学会[3]
  - 日本口腔外科学会[3]
  - 日本矯正歯科学会[3]
  - 日本歯科理工学会 理事長[1]
- 日本医学会
  - 日本口腔科学会[3]
- 日本バイオマテリアル学会 評議員[4]
- 日本歯科技工学会[3]
- 日本再生歯科医学会 理事[5]
- 日本硬組科研究技術学会[3]
- 愛知学院大学歯学会[3]
- 国際歯科研究学会[3]